# Lââm
Lââm (París, 1 de septiembre de 1971) es una cantante francesa de origen tunecino. Ella ha vendido más de 500 000 discos y más de 2 millones de sencillos.

## Biografía
Su verdadero nombre es Lamia, vive una infancia muy difícil, como consecuencia de una familia desestructurada, vivirá en un centro de menores. Desde muy joven se siente atraída por la música y al cumplir la mayoría de edad, decide cantar en el metro de París para llevar a cabo su ilusión.
Un día, un productor le encanta la manera de interpretar las canciones y le ofrece un contrato. A partir de ahí arranca su carrera musical desde 1998.

## Discografía
- 1999: Persévérance
- 2001: Une vie ne suffit pas
- 2003: Face a Face
- 2004: Lââm
- 2005: Petite Sœur
- 2005: Pour être libre
- 2006: Le Sang chaud
- 2009: On a tous quelque chose de Lââm
- 2011: Au cœur des hommes

## Singles
| Año  | Sencillo                                    | Clasificación de ventas | Clasificación de ventas | Clasificación de ventas | Álbum                           |
| Año  | Sencillo                                    | Francia                 | Bélgica                 | Suiza                   | Álbum                           |
| ---- | ------------------------------------------- | ----------------------- | ----------------------- | ----------------------- | ------------------------------- |
| 1998 | Chanter pour ceux qui sont loin de chez eux | 2                       | 1                       | —                       | Persévérance                    |
| 1999 | Assez !                                     | 51                      | —                       | —                       | Persévérance                    |
| 1999 | Jamais loin de toi                          | 4                       | 1                       | 100                     | Persévérance                    |
| 1999 | Les enfants de l'an 2000                    | 3                       | 4                       | —                       | Persévérance                    |
| 2000 | Face à face (feat. Sen's)                   | 73                      | —                       | —                       | Persévérance                    |
| 2001 | Quelles différences (avec Bambi Cruz)       | 62                      | —                       | —                       | On avance                       |
| 2001 | Que l'amour nous garde                      | 20                      | 23                      | 37                      | Une vie ne suffit pas           |
| 2001 | De ton indifférence                         | 29                      | 39                      | —                       | Une vie ne suffit pas           |
| 2002 | Un monde à nous (avec Frank Sherbourne)     | 5                       | 5                       | —                       | Cindy - Cendrillon 2002         |
| 2002 | Je l'aime en secret (avec Jay)              | 37                      | —                       | 97                      | Cindy - Cendrillon 2002         |
| 2005 | Petite sœur                                 | 2                       | 1                       | 17                      | Pour être libre                 |
| 2006 | Pour être libre                             | 17                      | 30                      | 61                      | Pour être libre                 |
| 2006 | Le sang chaud (feat. Princess Anies)        | 7                       | 28                      | 81                      | Le sang chaud                   |
| 2008 | Savoir qui je suis                          | —                       | 10                      | —                       | High School Musical 2           |
| 2008 | Ta voix (The Calling) (avec Jennifer Paige) | 37                      | —                       | —                       | On a tous quelque chose de Lââm |
| 2009 | Je chante encore                            | —                       | —                       | —                       | On a tous quelque chose de Lââm |

## Premios
Álbumes
- Álbumes
  - Persévérance : disco de platino / más de 300 000 ejemplares vendidos.
  - Une vie ne suffit pas : disco de oro / más de 100 000 ejemplares vendidos.
  - Lââm - Pour être libre : disco de oro / más de 110 000 ejemplares vendidos.
- Singles
  - Chanter pour ceux qui sont loin de chez eux : disco de diamante / más de 960 000 ejemplares vendidos.
  - Jamais loin de toi : disco de platino / más de 520 000 ejemplares vendidos.
  - Les enfants de l'an 2000 : disco de oro / más de 300 000 ejemplares vendidos.
  - Petite Sœur : disco de oro / más de 250 000 ejemplares vendidos.

- Datos: Q510408
- Multimedia: Lââm / Q510408